# خالد عبد الناصر
خالد جمال عبد الناصر (13 ديسمبر 1949م- 15 سبتمبر 2011م)، النجل البكر للرئيس المصري الأسبق جمال عبد الناصر. ولد في القاهرة.

## حياته
تخرج خالد من جامعة القاهرة وجامعة كامبريدج حيث درس الهندسة المدنية.
أصبحت ملامح الحياة السياسة لخالد واضحة في بداية سن الرشد بسبب علاقته المضطربة في كثير من الأحيان مع الرئيس المصري أنور السادات. ذكرت مجلة تايم أن السادات طلب شراء سيارة اليموزين المضادة للرصاص التي يستخدمها جمال عبد الناصر، إلا أن خالد اعترض على بيعها، وبعد مشادة حامية مع السادات أشعل خالد النار في السيارة ودمرها.
في السنوات اللاحقة أصبح خالد من أشد منتقدي السادات وخليفته حسني مبارك، اللذين اختلفت سياساتهما بشكل كبير عن سياسات جمال عبد الناصر. في عام 1988 اتهم خالد بالانتماء إلى منظمة يسارية سرية وهي جماعة ناصرية عارضت بشدة اتفاقات كامب ديفيد عام 1979 بين مصر وإسرائيل.
طالبت الحكومة المصرية في عهد حسني مبارك بإنزال عقوبة الإعدام بخالد بعد اتهامه بمحاولة قلب نظام الحكم والتورط في سلسلة من الاغتيالات والتفجيرات. لكن القضية أصبحت في نهاية المطاف اختبارًا للقوة بين القضاء والسلطة التنفيذية عندما اسقط القضاة جزءًا كبيرًا من التهم واتهموا الشرطة والمدعين العامين بالتواطؤ في تعذيب المتهمين.
كما أثارت القضية غضب كثير من المصريين الذين تعاطفوا مع خالد بسبب المشاعر العامة المعادية لإسرائيل في ذلك الوقت ولكونه نجل جمال عبد الناصر الشخصية الشعبية في البلاد والتقارير التي تفيد بتقديم الأدلة بواسطة المخابرات الأمريكية. وبالرغم من فراره إلى يوغوسلافيا طوال المحاكمة فقد برأته المحكمة في النهاية.

## وفاته
توفي خالد جمال عبد الناصر في 15 سبتمبر 2011 عن عمر يناهز 62 عاماً في مستشفى المقاولون العرب بالقاهرة بعد صراع طويل مع المرض أنقصه نحو 40 كيلو جراماً خلال شهرين فقط، بعد عملية جراحية أجراها في الكبد قبل شهور في لندن، وقد دخل في غيبوبة قبل شهر رمضان 1432 هـ، ثم تحسنت حالته قبل أن يعود لدخول العناية المركزة قبل وفاته بأسبوعين. وقد شيع جنازته الألوف عقب صلاة الجمعة من يوم 16 سبتمبر، بعد الصلاة عليه في مسجد والده بمنشية البكري بالقاهرة.

## الحياة الشخصية
والدته هي تحية محمد كاظم، أما أخوته الأشقاء فهم :هدى ومنى وعبد الحكيم وعبد الحميد.
تزوج من داليا فهمي شقيقة سامح فهمي وزير البترول الأسبق، ولديه ثلاثة من الأبناء هم جمال «على اسم والده» وتحية «على اسم والدته» وماجدة.

## كتب ودراسات عنه
- ثورة الابن: أسرار ووثائق قضية ثورة مصر، مصطفى بكري، كتاب الحرية، ط1، 1408 هـ/ 1988م.